# بدو (القدس)
بدَو بلدة فلسطينية تقع إلى الشمال الغربي من محافظة القدس. وقعت تحت الاحتلال الإسرائيلي بعد حرب 1967. تقع على ارتفاع 812 م فوق مستوى سطح البحر، وبلغ عدد سكانها عام 2006 قرابة 6,368 نسمة.

## التسمية
اختلفت الآراء في تسمية بلدة بدو بعضهم ينسبونها إلى شهرة البلدة في القدم إلى وجود ثلاثة بدود خاّصة بعصر الزيتون، وهي عبارة عن معاصر تعود للحجر الحجري القديم، والرأي الثاني هو أن أول من سكن هذه القرية هم أخوة ثلاثة يرجعون لأصول بدوية من الكرك، وبدأت حياة جديدة فيها أخذ عدد سكانها بالتكاثر والزيادة مع مرور الوقت.

## الجغرافيا
تقع بلدة بدو على بعد 11 كم شمال غرب مدينة القدس وعلى بعد 13 كم جنوب غرب مدينة رام الله، وترتفع عن سطح البحر حوالي 812 م، وتبلغ مساحتها الكلية نحو 5,392 دونمًا، ومساحة المنطقة المبنية فيها 493 دونمًا، وتحيط بها أراضي بيت إجزا، والجيب، والنبي صموئيل، وبيت إكسا، وبيت سوريك والقبيبة.

## التاريخ

### العهد العثماني
في سجلات الضرائب العثمانية من القرن السادس عشر، كانت بدو تقع في نهاية القدس، في عام 1738 لاحظ ريتشارد بوكوك القرية، وهو يمر بين بدو وبيت سوريك، في عام 1838، لاحظ إدوارد روبنسون القرية أثناء رحلاته في المنطقة. ووصفت بأنها قرية مسلمة تقع في منطقة بني مالك غربي القدس، في مايو 1863، زار فيكتور جيرين القرية، المسماة بدو. ووصفها بأنها تقع على هضبة عالية للغاية يسكنها حوالي 150 نسمة. ويتخللها بعض المنازل قديمة جدًا. وأشار سوسين، نقلاً عن قائمة قروية عثمانية رسمية تم تجميعها حوالي عام 1870، إلى أن بدو كان بها 70 منزلاً ويبلغ عدد سكانها 247، على الرغم من أن عدد السكان يشمل الرجال فقط، ولوحظ كذلك أن "القرية كانت مرة أخرى أكثر أهمية، كما أنها تحتوي على صهريج محفور في الصخر، وكان الطريق الصليبي من الرملة إلى النبي صموئيل يمر من بلدة بدو. ووجد هارتمن أن بلدة بدو تحتوي على 71 منزلاً.
في عام 1883، وصف المسح الذي أجراه صندوق استكشاف فلسطين بأنها «قرية على تلة صخرية، مع بئر إلى الشمال الشرقي. إنها ذات حجم معتدل»، وفي عام 1896 قُدر عدد سكان بدو بحوالي 546 شخصًا.

### الانتداب البريطاني
في تعداد فلسطين لعام 1922 الذي أجرته سلطات الانتداب البريطاني، كان عدد سكان بدو 252، جميعهم مسلمون. وقد زاد هذا في تعداد فلسطين عام 1931 إلى 399، ولا يزال جميعهم مسلمون، في 88 منزلاً.
في إحصائيات عام 1945، كان سكان بدو يتألفون من 520 مسلمًا ومساحة الأرض 5392 دونم، وفقًا لمسح رسمي للأراضي والسكان. تم تخصيص 334 دونم من هذه المزارع والأراضي القابلة للري، 2258 دونماً من الحبوب، في حين تم إنشاء 19 دونماً من المناطق المبنية.

### الحكم الأردني
في حرب عام 1948، وبعد اتفاقيات الهدنة لعام 1949، أصبحت بدو تحت الحكم الأردني من عام 1948 حتى عام 1967. وقد ضمه الأردن عام 1950، وفي عام 1961، كان عدد سكان بدو 1444.

### النكسة

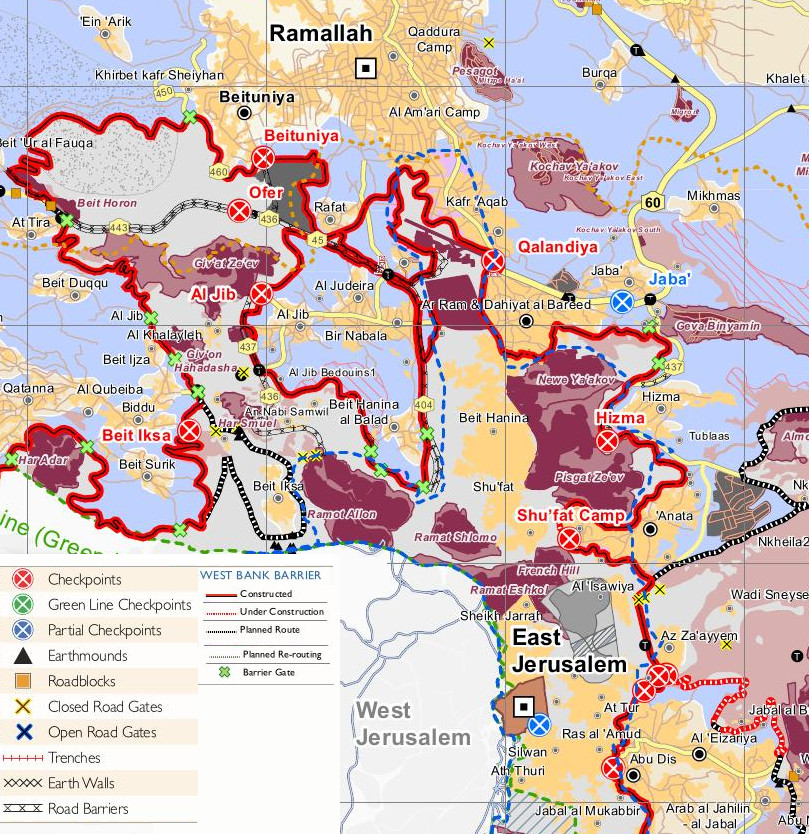
الجدار في شمال القدس، مع "مقاطعة بدو" إلى اليسار

بعد حرب عام 1967، كانت بدو تحت الاحتلال الإسرائيلي. بلغ عدد السكان في تعداد عام 1967 الذي أجرته الإحتلال 1259، بعد اتفاقية أوسلو الثانية، تم تصنيف 24.8% من أراضي بدو كمنطقة ب، بينما 75.2%المتبقية هي منطقة ج.
صادرت قوات الإحتلال حوالي 627 دونمًا من أراضي بدو من أجل مستوطنة هار أدار، و 186 دونمًا من أجل مستوطنة جفعون حداشا.

## السكان
يبلغ عدد سكان القرية 6,368 نسمة حسب تقديرات الجهاز المركزي للإحصاء الفلسطيني للعام 2006. ويرجـع أصول بعض السكان إلى قرية الطيبة قضاء الكرك.

### أعلام ملحوظة
- يوسف إدعيس، وزير وزارة الأوقاف والشؤون الدينية في حكومة رامي الحمد الله الثالثة.

## البنية التحتية
تعتمد البلدة بالتزود بالمياه على مياه الأمطار وعلى عين ماء مجاورة.

## الأماكن الأثرية
يوجد فيها العديد من المعالم الدينية والأثرية، منها «جامع أبي العون» الذي جدد بناؤه العام 1934 م، إضافة إلى خربة نجم، حيث تقع إلى الجنوب الغربي من قرية بدو. ووفق نتائج المسح الميداني للأبنية القديمة الذي نفذته مؤسسة رواق عام 2001، يلغ عدد الأبنية القديمة الكلي بلغ 186 مبنى.

## أحداث
- في 25 مارس 2020، سجلت البلدة إصابة سيدة ستينية بمرض فيروس كورونا 2019 بعد مخالطتها أحد أبنائها الذي يعمل في إسرائيل والذي تبين لاحقًا إصابته إلى جانب 3 أفراد من الأسرة،[25][26][27] مساء اليوم، أعلن المتحدث باسم الحكومة إبراهيم ملحم خبر وفاتها في مجمع فلسطين الطبي نتيجة إصابتها بالمرض.[26]